# Grevenmacher
Grevenmacher (Luxemburgs: Gréiwemaacher) is een stad en gemeente in het Luxemburgse Kanton Grevenmacher.
De gemeente heeft een totale oppervlakte van 16,48 km² en telde 4.148 inwoners op 1 januari 2007.

## Evolutie van het inwoneraantal
| Jaar                              | 2001  | 2002  | 2003  | 2004  | 2005  | 2007  | 2008  |
| --------------------------------- | ----- | ----- | ----- | ----- | ----- | ----- | ----- |
| Inwoneraantal                     | 3.734 | 3.779 | 3.889 | 3.952 | 3.966 | 4.148 | 4.190 |
| Opmerking: tellingen op 1 januari |       |       |       |       |       |       |       |

## Geboren in Grevenmacher
- Juliette Faber (1919-2008), Frans actrice van Luxemburgse afkomst
- Rob Krier (1938-2023), Luxemburgs architect, designer, filosoof en hoogleraar

## Politiek
De gemeenteraad van Grevenmacher bestaat uit 11 leden (Conseilleren), die om de zes jaar verkozen worden volgens een proportioneel kiesstelsel.

### Resultaten
| 1999-2005 De 11 zetels zijn als volgt verdeeld:  | 2005-2011 De 11 zetels zijn als volgt verdeeld: | 2011-2017 De 11 zetels zijn als volgt verdeeld: |
| Bron: Ministerie van Binnenlandse Zaken / RTL.lu |                                                 |                                                 |

### Gemeentebestuur
Na de gemeenteraadsverkiezingen van 2011 trad een coalitie van CSV en déi gréng, met 6 zetels, aan. Burgemeester werd Léon Gloden (CSV).

## Sport
CS Grevenmacher is de voetbalclub van Grevenmacher. De club werd in 2003 Luxemburgs landskampioen en won meermaals de Luxemburgse beker.

## Geboren
- Rob Krier (1938-2023), Luxemburgs architect, designer, filosoof en hoogleraar
- Frantz Seimetz (1858-1934), kunstschilder
- Félix Mersch (1911-1994), Luxemburgs schrijver en tekenaar